# Економіка Шотландії

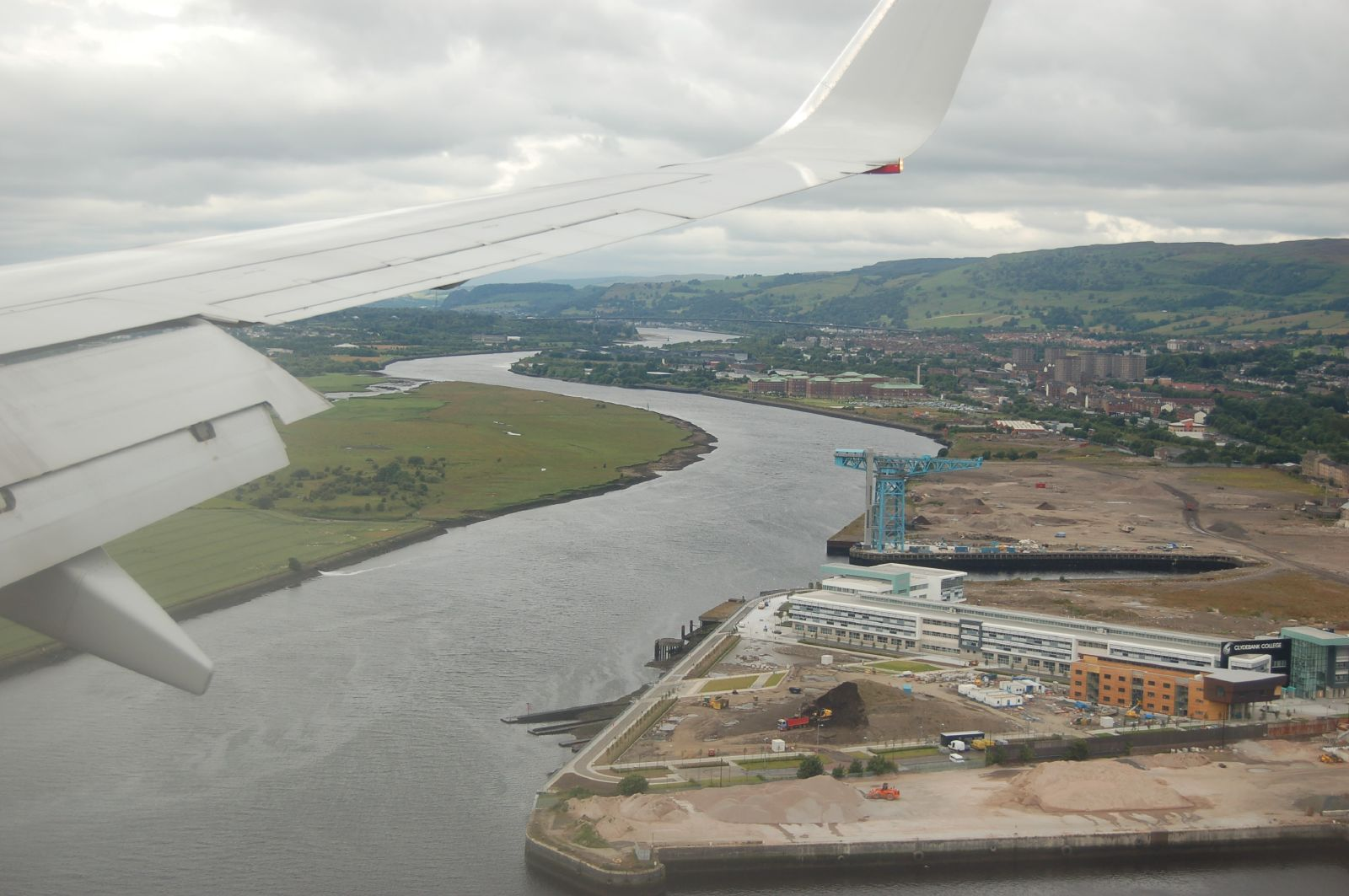
Річка Клайд

Економіка Шотландії більшість шотландської промисловості і торгівлі сконцентровані в декількох великих містах, розташованих на річках в центральній частині Средньошотландської низовини.

## Промисловість

### Паперове виробництво
Більшість шотландської промисловості і торгівлі сконцентровані в декількох великих містах, розташованих на річках в центральній частині Средньошотландської низовини. Единбург, на Ферт-оф-Форте, є культурним центром, адміністративною столицею Шотландії, і центром паперового виробництва.

### Легка промисловість
Глазго, одине з найбільших міст у Великій Британії, знаходиться на річці Клайд; це — провідний морський порт Шотландії і центр суднобудування, а також в цьому місті розташовані численні підприємства легкої промисловості.

### Автомобілебудування
Слід додати, що на дуже високому рівні вважається виробництво автомобілів, які дуже якісні. Дуже швидкими темпами розвиваються авіаракетна та космічна промисловості. Вона займає третє місце по всій країні, і це важливий факт в його економічному розвитку.

### Електронна промисловість
На сьогоднішній день в шотландській економіці величезну роль грає електронна промисловість. Саме вона займає майже 50 % всього товарного експорту. Одною їз важливих складових економіки Шотландії є туризм.

### Харчова промисловість
Також, Шотландія давним-давно славиться своїм високоякісним виробництвом віскі. Компаній з виробництва віскі багато, більше того існує близько 90 фірм з його виготовлення. Всі вони практично розміщені на північному сході країни і змогли збути продукції більш ніж на 2 мільярди доларів. Варто додати, що найціннішим вважається солодове віскі. Вона виготовляється за старовинним рецептом, який мало кому відомий. Шотландці вкладають не тільки праця і старанності при виготовленні цього алкогольного напою, а й всю душу і трепет. Вони з таким задоволенням займаються цією справою, що згодом у всіх людей віскі викликають асоціації з Шотландією. Крім віскі, ще користується попитом Шотландський джин і молоко.

### Енергетична промисловість
Значення вугільної промисловості, яка ще століття тому була основою економіки Шотландії, зменшилася. Нафта, проте, зайняла важливе місце в економіці Шотландії протягом 1970-их років, з ростом нафтовидобувних компаній в Північному морі. Запаси природного газу також численні в Північному морі. Абердин — центр нафтовидобувної промисловості. Інші важливі галузі промисловості — текстильне виробництво (шерсть, шовк, і полотна), дистиляція, і лов риби.

### Азартні ігри
Азартні ігри в Шотландії — сфера шотландської економіки, що є легальною й контролюється державою, входить до економіки Британії й регулюється Законом про азартні ігри Великої Британії 2005 року.